# Optatam totius
Optatam Totius je dokument Rimskokatoliške Cerkve, ki je nastal med drugim vatikanskim koncilom; objavil ga je papež Pavel VI. 28. oktobra 1965. Za dokument je glasovalo 2.318 škofov, proti pa 3.
Dokument govori o šolanju duhovnikov.